# Futabatei Shimei
En aquest nom japonès, el cognom és Futabatei.

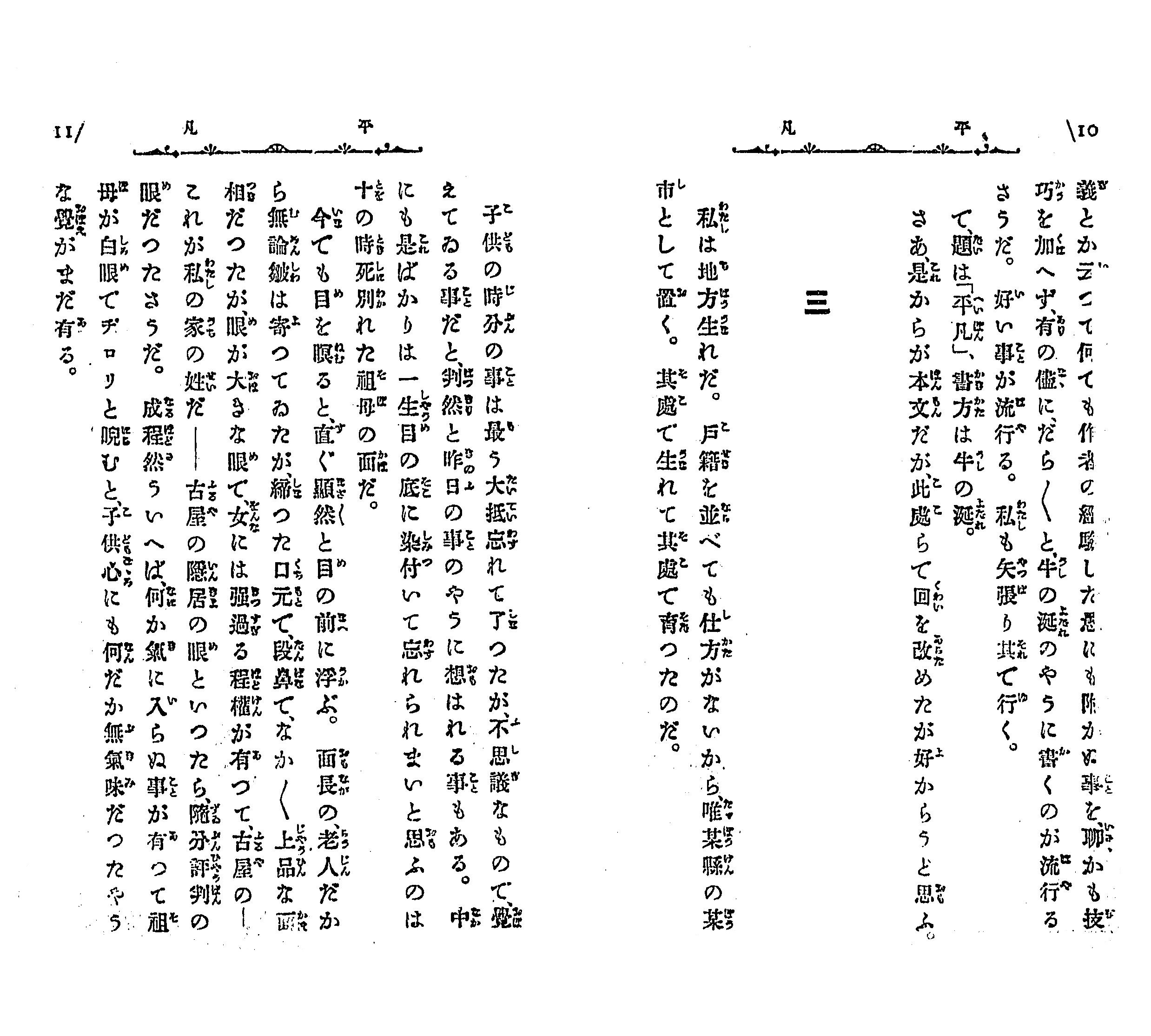
Pàgines de l'obra de Shimei Heibon 平凡 (1907).

Futabatei Shimei (japonès: 二葉亭 四迷, Futabatei Shimei) (Edo, 4 d'abril de 1864 – golf de Bengala, 10 de maig de 1909) nascut Hasegawa Tatsunosuke (長谷川 辰之助, Hasegawa Tatsunosuke) va ser un escriptor, traductor i crític literari japonès. És considerat el creador de novel·la japonesa moderna.

## Biografia
El seu pare pertanyia a una família samurai de baix rang, motiu pel qual va ser matriculat en una escola tradicional samurai, on va estudiar els clàssics xinesos. Posteriorment, a partir de 1881, va estudiar a les Escola de Tòquio de Llengües Estrangeres, on es va especialitzar en l'estudi del rus, amb la finalitat de convertir-se en diplomàtic. Però, després del tancament de l'escola i influenciat per les idees literàries de Tsubouchi Shōiō i per l'obres dels escriptors del realisme rus, va decidir convertir-se en escriptor. El 1902 va aprendre esperanto a Rússia i el 1906, de retorn al Japó, va publicar Sekaigo, el primer diccionari esperanto-japonès.
Gran coneixedor de la literatura russa, va traduir al japonès obres de Gógol, Tolstoi, Dostoievski i Turguénev. Com a deixeble i amic de Tsubouchi Shōiō, va plasmar en les seves obres l'ideal literari realista del seu mestre. Se'l considera el creador del llenguatge literari japonès modern, on conflueixen el llenguatge literari tradicional i el llenguatge col·loquial modern, sent dels primers escriptors a familiaritzar al lector mitjà japonès amb la novel·la moderna, que descriu als personatges de manera que el lector pugui identificar-se amb ells. La seva primera obra important, Ukigumo [Núvols flotants], reflecteix la influència de Turguénev i Gontxarov i és considerada la primera novel·la japonesa moderna. Va ser llegida prèviament a la seva publicació per Tsubouchi Shōiō, sent revisada seguint el seu consell i la seva primera part es va publicar amb el nom imprès de Shōiō com a autor.
Shimei va abandonar la seva prometedora carrera literària en favor d'activitats diplomàtiques i periodístiques. Va ser corresponsal a Rússia del diari japonès Asahi Shimbun. Va emmalaltir de tuberculosi i va morir, el 10 de maig de 1909, en algun lloc del golf de Bengala, a bord d'un vaixell amb destinació Japó. Va ser incinerat i enterrat a Singapur.
L'origen del seu nom de ploma està en la maledicció que el seu pare li va dir quan ell li va comentar que aspirava a estudiar literatura: Kutabatte shimee (くたばって仕舞え), «Mor-te!».

## Obres
Crítica
- Shōsetsu Sōrom 小説総論 (1886)

Novel·les
- Ukigumo 浮雲 (1887)
- Sono Omokage 其面影 (1906)
- Heibon 平凡 (1907)